# Volksabstimmung in Hessen 2011

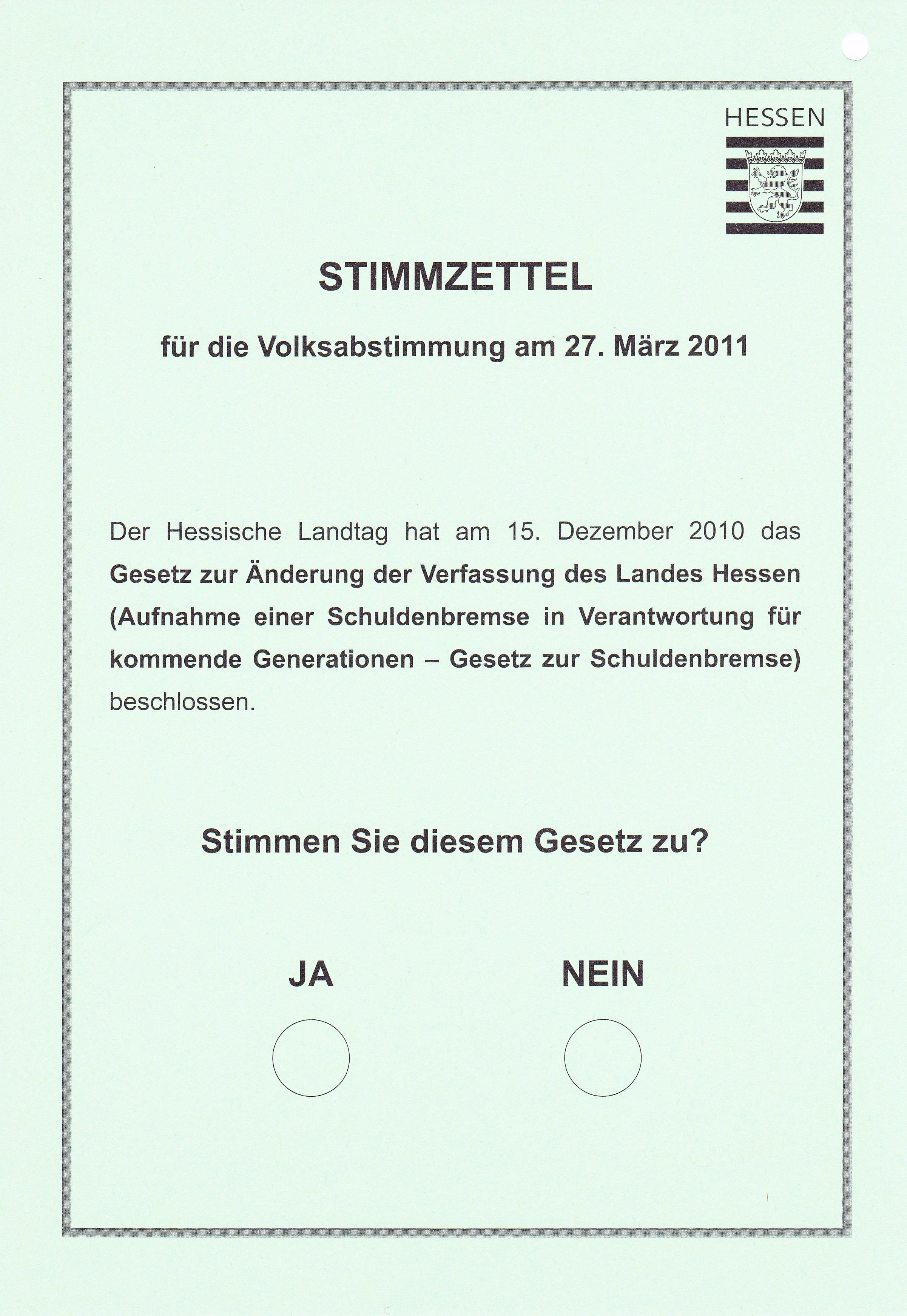
Stimmzettel für die Volksabstimmung

Am 27. März 2011 fand in Hessen eine Volksabstimmung zur Aufnahme der Schuldenbremse in die Hessische Landesverfassung statt. Sie wurde gleichzeitig mit den Kommunalwahlen in Hessen 2011 durchgeführt. Die Verfassungsänderung wurde mit siebzig Prozent angenommen. Die nächsten Volksabstimmungen in Hessen waren die Volksabstimmungen in Hessen 2018.

## Volksabstimmung
Am 15. Dezember 2010 beschloss der Hessische Landtag das Gesetz zur Änderung der Verfassung des Landes Hessen. In diesem Gesetz ist die Aufnahme der Schuldenbremse in die Hessische Landesverfassung vorgesehen. Die Schuldenbremse begrenzt die Verschuldung des Landes Hessen und untersagt die Neuverschuldung ab 2020.
Zur Änderung der Hessischen Landesverfassung ist nach Artikel 123 Absatz 2 der Verfassung des Landes Hessen eine Volksabstimmung notwendig. Gemäß dem Gesetz über Volksabstimmungen hatte die Hessische Landesregierung am 22. Dezember 2010 den 27. März 2011 als Tag der Durchführung der Volksabstimmung festgelegt.
Mit den Wahlbenachrichtigungen wurde den stimmberechtigten Bürgern eine Broschüre des Landeswahlleiters zugesandt. In dieser Broschüre sind Erläuterungen zur Volksabstimmung zu finden. Die Fraktion Die Linke im Hessischen Landtag scheiterte am 15. Dezember 2010 mit dem Vorstoß, in diese Broschüre nicht nur Vorteile der Schuldenbremse aufzunehmen, sondern auch Nachteile. Durch die Fraktionen der CDU, der SPD, der FDP und der Grünen wurde diese Änderung abgelehnt. Daraufhin klagte Die Linke vor dem Staatsgerichtshof des Landes Hessen, weil sie in dieser Broschüre eine Verletzung der demokratischen Grundprinzipien sah. Am 9. März 2011 lehnte der Staatsgerichtshof die Klage der Linken ab. Die Richter begründeten ihre Entscheidung damit, dass eine Entscheidung zugunsten der Klage der Linken ein massiver Eingriff in ein laufendes Verfahren sei. Über den Grundsatz der Klage entschieden die Richter im Hauptverfahren mit Urteil vom 9. Oktober 2013 auf Zurückweisung des Antrages.

## Ergebnisse der Volksabstimmung
Die Volksabstimmung wurde von den Stimmberechtigten mit 70,0 % angenommen. Die Änderung der Verfassung wurde am 29. April 2011 im Gesetz- und Verordnungsblatt für das Land Hessen verkündet und trat am 10. Mai 2011 in Kraft. Die Schuldenbremse ist seitdem in Artikel 141 der Landesverfassung kodifiziert.